# Ataxia
Ataxia je naziv za projekt sastava gitarista Johna Frusciantea, njegovog suradnika (bubnjara i klavijaturiste) Josha Klingoffera, te basiste punk rock sastava Fugazi, Joea Lallya.
U 2004. godini ova trojka snimila je 10 pjesama, te uz dva uživo nastupa promovirala nadolazeći prvi album ovog eksperimentalnog rock sastava. Album Automatic Writing izašao je 2004. godine, kao drugi po redu album iz Fruscianteove serije "6 albuma u 6 mjeseci", dok je drugi (dio) izašao 2007. godine pod naslovom AW II.

## Diskografija
| Godina izdanja | Naziv albuma      | Diskografska kuća |
| -------------- | ----------------- | ----------------- |
| 2004.          | Automatic Writing | Record Collection |
| 2007.          | AWII.             | Record Collection |